# Angélique Berthenet
Angélique Berthenet-Hidalgo (ur. 18 września 1976) – francuska zapaśniczka w stylu wolnym. Olimpijka z Aten 2004, gdzie zajęła czwarte miejsce w kategorii 48 kg.
Zdobyła srebrny medal na mistrzostwach świata w 1996. Pięciokrotna medalistka mistrzostw Europy, złoto w 1996 roku.